# 239611 Likwohting
239611 Likwohting è un asteroide della fascia principale. Scoperto nel 2008, presenta un'orbita caratterizzata da un semiasse maggiore pari a 2,2974528 UA e da un'eccentricità di 0,0190632, inclinata di 5,33107° rispetto all'eclittica.
L'asteroide è dedicato all'economista taiwanese Kwoh-Ting Li.